# Пам'ятники Одеси
У сучасній Одесі достатньо велика кількість пам'ятників, пам'ятних знаків, меморіалів, скульптурних композицій та фігур.

## Про міську скульптуру Одеси
Історія одеської міської скульптури має понад 180-літній вік. Так, один із перших міських пам'ятників, що й нині є символом Одеси — засновнику міста, другому після де Рібаса його градоначальнику дюку Рішельє роботи славетного українського скульптора Івана Мартоса вперше було встановлено 22 квітня 1828 року. Протягом XIX століття у місті з'явилась ще низка пам'ятників, що прославляла «батьків» Одеси.
У повоєнний час в Одесі, як місті-герої, було споруджено низку помпезних меморіалів, стел і пам'ятників на вшанування перемоги СРСР у Другій Світовій війні, зокрема відзначення бойової звитяги на морі, в тому числі і потьомкінцям.
У різний час в Одесі було встановлено чимало пам'ятників і погрудь класикам української та російської літератур — Тарасові Шевченку, Іванові Франку, Олександру Пушкіну, Льву Толстому (деякі з них бували у місті, а інші — протягом тривалого часу мешкали у ньому).
За незалежності України (від 1991 року) Одеса збагатилась низкою оригінальних пам'ятників і скульптурних композицій, зокрема й авторства відомих російських скульпторів Е. Неізвєстного і З. Церетелі, пам'ятником на честь «рятівника» міста — апельсина, а також пам'ятником відомому одеситові Л. Утьосову, деякими пам'ятними знаками з приводу трагічних подій національної історії XX століття (Війна в Афганістані (1979—1989), Чорнобильська катастрофа тощо).
На сучасному етапі (2000-ті роки) Одесу не оминула т. зв. «війна пам'ятників» — у частини громадян існують протести та незадоволення з приводу відновлення пам'ятника російській імператриці Катерині II та можливого спорудження пам'ятника Григорію Потьомкіну; деякі з наявних пам'ятників піддаються актам вандалізму, як з боку проросійських, так і проукраїнськи налаштованих громадян.

## Пам'ятники
| Фото | Назва | Дата              | Тип                                      | Матеріали | Розташування                                                                                                 | Автор(и)                                                                         | Пр.           |
| ---- | --- | ----------------- | ---------------------------------------- | --- | --- | -------------------------------------------------------------------------------- | ------------- |
|      | Пам'ятник генерал-губернатору Новоросійського краю Арману Емманюелю Рішельє                                                                                           | 1826              | Статуя                                   | ск. — бронза пос. — граніт | Приморський бульвар                                                                                          | ск. Іван Мартос, арх. Франческо Боффо, А. Мельников                              | [ 1 ]         |
|      | Пам'ятник поету Олександру Сергійовичу Пушкіну | 1888              | Погруддя                                 | б. — бронза пос. — граніт | Приморський бульвар                                                                                          | ск. Ж. Полонська, А. Реутов арх. Х. Васильєв, Ю. Дмитренко                       | [ 1 ]         |
|      | Пам'ятник генерал-фельдмаршалу, генерал-губернатору Новоросійського краю і Бессарабії князю Михайлу Семеновичу Воронцову                                              | 1863              | Статуя                                   | б. — бронза пос. — кримський діорит                                                                                           | Соборна площа                                                                                                | ск. Ф. Бруггер арх. Франческо Боффо                                              | [ 2 ]         |
|      | Пам'ятник офтальмологу Володимиру Петровичу Філатову | 1967              | Погруддя                                 | білий мармур | Французький бульвар                                                                                          | ск. Олександр Ковальов                                                           | [ 2 ]         |
|      | Пам'ятник студентам, викладачам та співробітникам, які загинули в роки Великої Вітчизняної війни                                                                      | 1975              | Меморіальний пам'ятник                   | Невідомо | вул. Всеволода Змієнка., 2 — ріг Пастера вул.                                                                | ск. Б. Давидович, арх. М. Зорін                                                  | [ 3 ]         |
|      | Пам'ятник Олександру Михайловичу Ляпунову — математику, механіку, академіку Петербурзької АН                                                                          | 1957              | Погруддя                                 | б. — бронза пос. — граніт | вулю Всеволода Змієнка., 2 — (двір)                                                                          | ск. З. Ломикіна, арх. В. Мусаров                                                 | [ 4 ]         |
|      | Пам'ятник Заменгофу Людовіку — автору мови есперанто | 1935              | Погруддя                                 | б. — гіпс пос. — камінь-черепашник оцементований                                                                              | Дерибасівська вул., 3, — (двір)                                                                              | ск. М. Блажков                                                                   | [ 5 ]         |
|      | Скульптурна група"Лев і левиця" | 1854              | Скульптурна група                        | ск. — бронза пос. — камінь-черепашник оцементований                                                                           | Дерибасівська вул., Міський сад                                                                              | ск. А. Кен                                                                       | [ 6 ]         |
|      | Скульптурна група «Лаокоон» (скульптура родоської школи, копія)) | 1870              | Скульптурна група                        | ск. — білий італійський мармур пос. — облицьований сірим мармуром                                                             | Біржова пл., 3                                                                                               | ск. К. Чевран                                                                    | [ 7 ]         |
|      | Пам'ятник Попову Олександру Степановичу — російському вченому-фізику                                                                                                  | 1970              | Погруддя                                 | Невідомо | Ковальська вул., 1-3                                                                                         | Невідомо                                                                         | [ 8 ]         |
|      | Пам'ятник студентам, викладачам та співробітникам Одеського електротехнічного інституту зв'язку, загиблим у роки Великої Вітчизняної війни                            | 1975              | Меморіальний пам'ятник                   | ск. — граніт, кована мідь пос. — бетон                                                                                        | Ковальська вул., 1-3                                                                                         | скульптор Микола Єременко, архітектор А. Циркун                                  | [ 9 ]         |
|      | Скульптурна група «Діти і жабеня» («Нарциси») та фонтан | 1890              | Скульптурна група                        | ск. — білий мармур пос. — бетон                                                                                               | Ланжеронівська вул., 6                                                                                       | ск. М. Блондо                                                                    | [ 10 ]        |
|      | Скульптурна група «Ерот і Психея», копія з оригіналу, виготовленого у ІІ ст. до н. е. у Греції                                                                        | кінець XIX ст.    | Скульптурна група                        | ск. — білий мармур пос. — бетон                                                                                               | Сквер «Пале Рояль»                                                                                           | Невідомо                                                                         | [ 11 ]        |
|      | Пам'ятник Толстому Льву Миколайовичу — російському письменнику | 1967              | Погруддя                                 | б. — мармур пос. — граніт | Сквер Менделя Сфоріма                                                                                        | ск. О. Князик, М. Нарузецький, А. Соловьйов арх. Ігор Безчастнов, К. Рашковський | [ 12 ]        |
|      | Пам'ятник студентам, викладачам Одеського медичного інституту, загиблим у роки Великої Вітчизняної війни                                                              | 1972              | Меморіальний пам'ятник                   | ск. — чорний граніт пос. — граніт                                                                                             | Ольгіївська вул., 4                                                                                          | Невідомо                                                                         | [ 13 ]        |
|      | Пам'ятник (бюст) Малиновському Родіону Яковичу — двічі Герою Радянського Союзу, маршалу                                                                               | 1965              | Погруддя                                 | б. — бронза пос. — граніт | Сквер Маршала Малиновського                                                                                  | ск. Євген Вучетич                                                                | [ 14 ]        |
|      | Пам'ятник Глушку Валентину Петровичу — академіку, вченому в галузі космонавтики, двічі Герою Соціалістичної Праці                                                     | 1978              | Погруддя                                 | б. — бронза пос. — граніт | 7-а станція Люстдорфської дороги просп. Князя Ярослава Мудрого                                               | ск. Олександр Ковальов                                                           | [ 15 ]        |
|      | Монумент на ознаменування повстання матросів на броненосці «Потьомкін»                                                                                                | 1965              | Меморіальний пам'ятник                   | ск. — бронза пос. — граніт | Митна площа                                                                                                  | ск. В. Богданов, арх. Ю. Лапін                                                   | [ 16 ]        |
|      | Пам'ятник воїнам-робітникам заводу ім. Жовтневої революції, які загинули у роки Великої Вітчизняної війни                                                             | 1975              | Меморіальний пам'ятник                   | Невідомо | вул. Чорноморського козацтва, 72/4                                                                           | ск. В. Соколовський, арх. А. Донець, інж. К. Чунгур                              | [ 17 ]        |
|      | «Купальниця» | І пол. ХІХ ст.    | Скульптура                               | ск. — мармур пос. — цегла, цемент                                                                                             | вул. Леонтовича, 11                                                                                          | Невідомо                                                                         | [ 18 ]        |
|      | Олександру II | 1891              | Тріумфальна колона                       | Колона — лабрадор пос. — граніт                                                                                               | Центральний парк культури і відпочинку ім. Т. Шевченка Маразліївська вул. ріг Лідерсівського бул.            | ск. М. Барінов, арх. О. Бруні                                                    | [ 19 ]        |
|      | «Дівчина з глечиком» | сер. ХІХ ст.      | Скульптура                               | ск. — мармур | Французький бул., 52                                                                                         | Невідомо                                                                         | [ 20 ]        |
|      | Ерасту Андрієвському | 1898              | Погруддя                                 | б. — бронза пос. — граніт | Куяльник, 18-а                                                                                               | ск. Борис Едуардс                                                                | [ 21 ]        |
|      | «Пастух і пастушка» | ХІХ ст.           | Скульптурна група                        | ск. — мармур пос. — каміння                                                                                                   | Лермонтовський пров., 2                                                                                      | ск. О. Колзоларі                                                                 | [ 22 ]        |
|      | Гармата з фрегата «Тигр» | 1904              | Пам'ятний знак                           | Невідомо | Біржова пл.                                                                                                  | Невідомо                                                                         | [ 23 ]        |
|      | Доблесті російських воїнів у російсько-турецькій війні 1877—1878 років                                                                                                | 1914              | Меморіальний пам'ятник                   | Невідомо | Фонтанська дор., 4-10                                                                                        | Невідомо                                                                         | [ 24 ]        |
|      | Льотчику Валерію Павловичу Чкалову | 1940              | Невідомо                                 | Невідомо | Парк санаторію ім. В. П. Чкалова Французький бул., 85                                                        | Невідомо                                                                         | [ 25 ]        |
|      | Братська могила та одиночні могили радянських воїнів, загиблих під час оборони Одеси                                                                                  | 1941              | Меморіальний пам'ятник Скульптурна група | Невідомо | Балтська дор.                                                                                                | ск. Олександр Ковальов                                                           | [ 26 ]        |
|      | Петру Шмідту | 1946              | Погруддя                                 | Невідомо | вул. Дача Ковалевського, 14 (8)                                                                              | ск. Андрєєв                                                                      | [ 27 ]        |
|      | Тарасу Шевченку | 1955              | Статуя                                   | Невідомо | Фонтанська дор.                                                                                              | Невідомо                                                                         | [ 28 ]        |
|      | Григорію Вакуленчуку | 1958              | Погруддя                                 | б. — бронза пос. — граніт | Митна пл. | ск. Олександр Ковальов, арх. В. Гнезділов                                        | [ 29 ]        |
|      | Робітникам-воїнам заводу імені Січневого Повстання, загиблим у роки Великої Вітчизняної війни                                                                         | 1959              | Меморіальний пам'ятник                   | Невідомо | Олексіївська пл., 2                                                                                          | Невідомо                                                                         | [ 30 ]        |
|      | Миколі Пирогову | 1960              | Невідомо                                 | Невідомо | Пироговська вул., 2                                                                                          | Невідомо                                                                         | [ 31 ]        |
|      | Робітникам–воїнам цукрорафінадного заводу, загиблим у роки Великої Вітчизняної війни                                                                                  | 1961              | Меморіальний пам'ятник                   | Невідомо | вул. Чорноморського козацтва, 78                                                                             | Невідомо                                                                         | [ 17 ]        |
|      | Андрію Іванову | 1962              | Невідомо                                 | Невідомо | Михайлівська вул., 8                                                                                         | Невідомо                                                                         | [ 16 ]        |
|      | Івану Павлову | 1962              | Невідомо                                 | Невідомо | пров. Госпітальєрів , 2                                                                                      | Невідомо                                                                         | [ 32 ]        |
|      | Братська могила жертв громадянської війни | 1963              | Меморіальний пам'ятник                   | Надгробок — чавун, бронза, граніт                                                                                             | Куликове поле                                                                                                | ск. П. Кравченко, арх. Генріх Топуз                                              | [ 33 ] [ 34 ] |
|      | Робітникам-воїнам заводу імені Старостіна, загиблим у роки Великої Вітчизняної війни                                                                                  | 1964              | Меморіальний пам'ятник                   | Невідомо | Балківська вул., 130                                                                                         | Невідомо                                                                         | [ 35 ]        |
|      | Робітникам фабрики технічних тканин, загиблим у роки Великої Вітчизняної війни                                                                                        | 1965              | Меморіальний пам'ятник                   | Невідомо | вул. Василя Стуса, 2б                                                                                        | Невідомо                                                                         | [ 36 ]        |
|      | Робітникам консервного заводу, загиблим у роки Великої Вітчизняної війни                                                                                              | 1965              | Меморіальний пам'ятник                   | Невідомо | Високий пров., 22                                                                                            | Невідомо                                                                         | [ 37 ]        |
|      | Воїнам-робітникам трамвайно-тролейбусного управління, загиблим у роки Великої Вітчизняної війни                                                                       | 1965              | Меморіальний пам'ятник                   | Стела — мармур, бронза пос. — ракушняк                                                                                        | Водопровідна вул., 1                                                                                         | арх. В. Фельдштейн                                                               | [ 38 ]        |
|      | Робітникам сталепрокатного заводу, загиблим у роки Великої Вітчизняної війни                                                                                          | 1965              | Меморіальний пам'ятник                   | Стела — мармур, бронза пос. — ракушняк                                                                                        | Водопровідна вул., 16                                                                                        | Невідомо                                                                         | [ 39 ]        |
|      | Льотчикам Одеського авіазагону, загиблим у роки Великої Вітчизняної війни                                                                                             | 1965              | Меморіальний пам'ятник                   | Невідомо | вул. Гастелло, 16                                                                                            | ск. Віталій Патров, Микола Єременко                                              | [ 40 ]        |
|      | Робітникам заводу штампів і пресформ, загиблим у роки Великої Вітчизняної війни                                                                                       | 1965              | Меморіальний пам'ятник                   | Невідомо | Дальницька вул., 43                                                                                          | Невідомо                                                                         | [ 41 ]        |
|      | Робітникам шкірзаводу, загиблим у роки Великої Вітчизняної війни | 1965              | Меморіальний пам'ятник                   | Невідомо | Дальницька вул., 44                                                                                          | Невідомо                                                                         | [ 42 ]        |
|      | Робітникам олійного заводу, загиблим у роки Великої Вітчизняної війни                                                                                                 | 1965              | Меморіальний пам'ятник                   | Невідомо | вул. Мечникова, 44                                                                                           | інж. А. Толмач                                                                   | [ 29 ]        |
|      | Судноремонтникам, загиблим у роки Великої Вітчизняної війни | 1965              | Меморіальний пам'ятник                   | об. — бетон пос. — мармур | Одеський морський торговельний порт                                                                          | Невідомо                                                                         | [ 43 ]        |
|      | Тарасу Григоровичу Шевченку | 1966              | Статуя                                   | ск. — мармур пос. — граніт | Центральний парк культури і відпочинку ім. Т. Шевченка Маразліївська вул. ріг Лідерсівського бул.            | ск. Анатолій Білостоцький, О. Супрун арх. Генріх Топуз                           | [ 44 ]        |
|      | Невідомому матросу споруджений на честь воїнів Приморської армії, моряків Чорноморського флоту, які героїчно обороняли Одесу в 1941 р.                                | 1966              | Меморіальний комплекс                    | Невідомо | Центральний парк культури і відпочинку ім. Т. Шевченка Маразліївська вул. ріг Сабанського провулку           | ск. М. Нарузецький арх. Генріх Топуз, П. Томілі                                  | [ 44 ]        |
|      | Робітникам заводу імені Ф. Е. Дзержинського, загиблим у роки Великої Вітчизняної війни                                                                                | 1970              | Меморіальний пам'ятник                   | об. — граніт | Вапняна вул., 52                                                                                             | Невідомо                                                                         | [ 45 ]        |
|      | Робітникам заводу «Холодмаш», загиблим у роки Великої Вітчизняної війни                                                                                               | 1970              | Меморіальний пам'ятник                   | Невідомо | Головківська вул., 57                                                                                        | Невідомо                                                                         | [ 46 ]        |
|      | Студентам і викладачам Одеського інженерно-будівельного інституту, загиблим у роки Великої Вітчизняної війни                                                          | 1970              | Меморіальний пам'ятник                   | Невідомо | вул. Дідріхсона, 4                                                                                           | ск. Р. Чарський                                                                  | [ 47 ]        |
|      | Студентам, викладачам і співробітникам Одеського інституту інженерів морського флоту, загиблим у роки Великої Вітчизняної війни                                       | 1970              | Меморіальний пам'ятник                   | Граніт | вул. Мечникова, 34                                                                                           | ск. Р. Чарський                                                                  | [ 48 ]        |
|      | Робітникам Одеського порту, загиблим у роки Великої Вітчизняної війни                                                                                                 | 1970              | Меморіальний пам'ятник                   | Мармурова крихта | Митна пл. | ск. С. Голованов, арх. В. Мироненко                                              | [ 29 ]        |
|      | Воїнам-кінематографістам, загиблим у роки Великої Вітчизняної війни                                                                                                   | 1970              | Меморіальний пам'ятник                   | Невідомо | Французький бул., 33                                                                                         | ск. О. Соловьйов, арх. В. Очаковський                                            | [ 49 ]        |
|      | Студентам і викладачам Одеського політехнічного інституту, загиблим у роки Великої Вітчизняної війни                                                                  | 1971              | Меморіальний пам'ятник                   | Невідомо | пр-т. Шевченка, 1                                                                                            | Невідомо                                                                         | [ 50 ]        |
|      | Жертвам фашизму у парку Марка Твена | 1972              | Меморіальний пам'ятник                   | Невідомо | Парк культури і відпочинку ім. М. Твена вул. Варненська                                                      | ск. С. Голованів, арх. В. Лобков                                                 | [ 51 ]        |
|      | Трудової слави заводу «Кінап» | 1973              | Пам'ятний знак                           | Невідомо | Дальницька вул., 25                                                                                          | Невідомо                                                                         | [ 41 ]        |
|      | Робітникам-воїнам заводу поршневих кілець, загиблим у роки Великої Вітчизняної війни                                                                                  | 1975              | Меморіальний пам'ятник                   | Невідомо | вул. Владислава Домбровського, 4                                                                             | Невідомо                                                                         | [ 52 ]        |
|      | Робітникам ТЕЦ, загиблим у роки Великої Вітчизняної війни | 1975              | Меморіальний пам'ятник                   | Невідомо | Церковна вул., 29                                                                                            | Невідомо                                                                         | [ 53 ]        |
|      | Амвросію Бучмі | 1976              | Невідомо                                 | Невідомо | Французький бул., 33                                                                                         | ск. О. Соловьйов                                                                 | [ 49 ]        |
|      | Робітникам заводу «Більшовик», загиблим у роки Великої Вітчизняної війни                                                                                              | 1978              | Меморіальний пам'ятник                   | Невідомо | Балтська дор., 42                                                                                            | Невідомо                                                                         | [ 26 ]        |
|      | Георгію Добровольському | 1979              | Статуя                                   | Невідомо | вул. Героїв оборони Одеси                                                                                    | ск. І. Бродський, арх. І. Покровський                                            | [ 40 ]        |
|      | Невідомому солдату | 1979              | Меморіальний пам'ятник                   | Невідомо | Овідіопольська дор., 3                                                                                       | ск. Б. Давидович, арх. М. Зорін                                                  | [ 54 ]        |
|      | Павлу Тарану | 1979              | Невідомо                                 | Невідомо | Середньофонтанська вул., 16                                                                                  | ск. Т. Судьїна, арх. Б. Давидович                                                | [ 55 ]        |
|      | Студентам, викладачам і співробітникам сільгоспінституту, загиблим у роки Великої Вітчизняної війни                                                                   | 1980              | Меморіальний пам'ятник                   | Невідомо | Канатна вул., 99                                                                                             | Невідомо                                                                         | [ 56 ]        |
|      | Студентам, викладачам Одеського технологічного інституту харчової промисловості імені М. В. Ломоносова, загиблим у роки Великої Вітчизняної війни                     | 1983              | Меморіальний пам'ятник                   | Стела — лабрадор гор. — мідь                                                                                                  | Канатна вул., 112                                                                                            | ск. І. Стаднік, арх. Федірко                                                     | [ 57 ]        |
|      | Генералу Івану Даниловичу Черняховському | 1984              | Невідомо                                 | Невідомо | Аркадія біля Одеській загальноосвітній школи № 56 І-ІІІ ступенів Тіниста вул., 1 ріг вул. Артура Савельєва   | Невідомо                                                                         | [ 58 ]        |
|      | Воїнам 15-ї зенітно-артилерійської бригади |                   | Пам'ятник                                | | Аркадія вул. Артура Савельєва біля Одеській загальноосвітній школи № 56 І-ІІІ ступенів                       |                                                                                  |               |
|      | Героям-льотчикам 69-го авіаполку | 1984              | Пам'ятний знак                           | ск. — бронза | Сквер Героїв-льотчиків Фонтанська дор. ріг Адміральський пр-т.                                               | скульптори Віталій Патров, Микола Єременко, архітектор Василь Мироненко.         | [ 59 ] [ 60 ] |
|      | Ніні Андріївні Оніловій | 1984              | Скульптура                               | Невідомо | Південноукраїнський національний педагогічний університет ім. К. Д. Ушинського вул. Олександра Невського, 39 | ск. В. Князик, арх. Б. Давидович                                                 | [ 61 ]        |
|      | Врятоване дитинство | 1987              | Скульптурна група                        | ск. — бронза | Національний університет Одеська юридична академія Фонтанська дорога., 23 ріг вул. Академічна, 5а            | ск. О. Токарєв, арх. Є. Попов                                                    | [ 60 ]        |
|      | Макару Онисимовичу Посмітному | 1988              | Погруддя                                 | Невідомо | вул. Балтиморська                                                                                            | Невідомо                                                                         | [ 62 ]        |
|      | Воїну-інтернаціоналісту | червень 1997      | Меморіальний пам'ятник                   | Невідомо | Маразліївська вул. ріг Лідерсівського бул.                                                                   | Клим Степанов                                                                    | [ 63 ]        |
|      | отаману Антону Андрійовичу Головатому | 1999              | Скульптурна група                        | Невідомо | Старо-Базарний сквер                                                                                         | ск. О. Токарєв, арх. В. Глазирін                                                 | [ 64 ]        |
|      | Сергію Уточкіну | 2 вересня 2001    | Статуя                                   | Невідомо | Дерибасівська вул., 22                                                                                       | ск. О. Токарєв, арх. В. Глазирін                                                 | [ 65 ]        |
|      | «Дружині моряка» | 2002              | Скульптура                               | Бронза | Одеський морський торговельний порт                                                                          | ск. О. Токарєв                                                                   | [ 66 ]        |
|      | Вірі Холодній | 2 вересня 2003    | Статуя                                   | Невідомо | Преображенська вул.                                                                                          | ск. О. Токарєв, арх. В. Глазирін                                                 | [ 67 ]        |
|      | Спаленим 25 тисячам мешканцям міста | 2004              | Меморіальний комплекс                    | Невідомо | Шалімовка Люстдорфська дор., 27-29 ріг пл. Толбухіна, 135                                                    | Ачкасов                                                                          | [ 61 ]        |
|      | Адаму Міцкевичу | 2 серпня 2004     | Статуя                                   | Невідомо | пр-т Українських Героїв ріг вул. Ніни Строкатої                                                              | ск. О. Князик, арх. М. Мурманов                                                  | [ 68 ]        |
|      | Святим рівноапостольним Кирилу та Мефодію | 21 вересня 2007   | Статуя                                   | Невідомо | Одеський національний університет ім. І. І. Мечникова Французький бул.                                       | Невідомо                                                                         | [ 69 ]        |
|      | Жертвам Голодомору 1932—1933 років | 20 листопада 2008 | Меморіальний пам'ятник                   | | | ск. І. Стаднік, арх. В.Мещеряков                                                 | [ 70 ]        |
|      | Стіву Джобсу | 5 жовтня 2012     | Скульптура                               | Невідомо | Одеська державна академія технічного регулювання та якості вул. Новосельського                               | ск.К. Максименко                                                                 | [ 71 ]        |
|      | Ієрарху Інокентію | 1 вересня 2013    | Скульптура                               | Невідомо | Соборна пл.                                                                                                  | Невідомо                                                                         | [ 72 ]        |
|      | Засновникам Міжнародного гуманітарного університету | Невідомо          | Пам'ятний знак                           | Невідомо | Невідомо | Невідомо                                                                         | [ 73 ]        |
|      | Федору Радецькому | Невідомо          | Пам'ятний знак                           | Невідомо | Перший Християнський цвинтар                                                                                 | Невідомо                                                                         | [ 74 ]        |
|      | Миколі Гастелло | Невідомо          | Невідомо                                 | Невідомо | вул. Гастелло, 92                                                                                            | Невідомо                                                                         | [ 61 ]        |
|      | Меморіал героїчної оборони Одеси | 1975              | Меморіальний комплекс                    | До складу меморіального комплексу входять музей, виставка військової техніки просто неба, 411 батарея берегової оборони, парк | вул. Дача Ковалевського, 29                                                                                  |                                                                                  | [ 61 ]        |
|      | Льотчикам 69-го авіаполку |                   | Пам'ятник                                | | Меморіал 411-ї берегової батареї                                                                             |                                                                                  |               |
|      | Воїнам, загиблим в Афганістані |                   | Пам'ятник                                | | Меморіал 411-ї берегової батареї                                                                             |                                                                                  |               |
|      | Алея Пам'яті воїнам-інтернаціоналістам |                   |                                          | | Меморіал 411-ї берегової батареї                                                                             |                                                                                  |               |
|      | Меморіальна баштова гармата |                   |                                          | | Меморіал 411-ї берегової батареї                                                                             |                                                                                  |               |
|      | Прикордонникам 26-го червонопрапорного прикордонного загону |                   | Пам'ятник                                | | Меморіал 411-ї берегової батареї                                                                             |                                                                                  |               |
|      | Стела «Катюша» |                   |                                          | | Меморіал 411-ї берегової батареї                                                                             |                                                                                  |               |
|      | Майбутнього пам'ятника воїнам-афганцям |                   | Пам'ятний знак                           | | 7-а станція Фонтанської дороги                                                                               |                                                                                  |               |
|      | Тарасу Григоровичу Шевченку |                   | Пам'ятник                                | | Рибальська Балка, 3 Санаторій Одеський                                                                       |                                                                                  |               |
|      | Василю Єгоровичу Таїрову— віцепрезиденту Міжнародної організації винограду і вина, засновнику ННЦ «Інститут виноградарства і виноробства ім. В. Є. Таїрова» у 1905 р. |                   | Пам'ятний знак                           | | площа Таїрова                                                                                                | арх. А. Манукян, ск. О. Манукян.                                                 |               |
|      | Крила перемоги |                   | Пам'ятник                                | | площа 10 Квітня                                                                                              |                                                                                  |               |
|      | Морякам-артилеристам БС-39, 42 ЩАДЧФ, які відважно билися в дні оборони м. Одеси 5.08 — 15.10.1941 р."                                                                |                   | Меморіальна дошка                        | | Парк «Юність»                                                                                                |                                                                                  |               |
|      | Гай пам'яті. Тим хто виконав свій солдатський обов'язок в республіці Афганістан посвячується…                                                                         |                   | Пам'ятний знак                           | | Парк Перемоги                                                                                                |                                                                                  |               |
|      | Стефану Карловичу Джевецькому | 2004              | Пам'ятник                                | | Парк Перемоги                                                                                                | скульптор Олексій Копйлв                                                         | [ 75 ]        |
|      | Алея закладена делегаціями міст-героїв України, Росії та Білорусії на честь 60-річчя визволення р. Одеси від фашистських загарбників                                  |                   | Пам'ятний знак                           | | Парк Перемоги                                                                                                |                                                                                  |               |
|      | На честь 25-річчя відновлення дипломатичних відносин між Україною та Японією                                                                                          |                   | Пам'ятний знак                           | | Парк Перемоги                                                                                                |                                                                                  |               |
|      | Академіка Івана Петровича Павлова |                   | Погруддя                                 | | Парк санаторію Аркадія                                                                                       |                                                                                  |               |
|      | Арка Ахматової |                   | Пам'ятний знак                           | | 12-я станція Фонтанської дороги Фонтанська дорога                                                            | ск. Т. Судьїна                                                                   |               |
|      | Пам'ятник Уляні Матвіївні Громовій |                   | Пам'ятник                                | | вул. Дачна біля Фонтанського ліцею                                                                           |                                                                                  |               |
|      | Танк «НІ» |                   | Пам'ятник                                | | Серединський сквер                                                                                           |                                                                                  |               |
|      | На місці загибелі Бориса Дерев'янка |                   | Пам'ятний знак                           | | вул. Академіка Філатова                                                                                      |                                                                                  |               |
|      | Першобудівнику Одеси — Хосе де Рібасу (Иосифу (Осипу) Михайловичу Дерибасу)                                                                                           |                   | Пам'ятник                                | | вул. Дерибасівська                                                                                           | скульптор О. Князик, арх. В. Глазирін                                            |               |
|      | Воїнам-автомобілістам одеситам, полеглим у боях за Батьківщину в 1941—1945 рр.                                                                                        |                   | Пам'ятник                                | | проспект Небесної Сотні                                                                                      |                                                                                  |               |
|      | Ворота другого Єврейського кладовища |                   | Меморіал                                 | | Артилерійський парк                                                                                          |                                                                                  |               |
|      | Павлу Михайловичу Розову — начальнику 562-го авіаційно-ремонтного заводу під керівництвом якого, вперше в Україні був освоєний повний цикл ремонту авіаційної техніки |                   | Пам'ятна дощечка                         | | вул. Рішельєвська, 35/37 вул. Успенська, 67/69                                                               |                                                                                  |               |
|      | Ісаку Бабелю |                   | Пам'ятник                                | | вул. Святослава Караванського, 24                                                                            | ск. Р. Франгулян, арх. Михайло Рева                                              |               |
|      | На честь тижня дружби трудящих Одеської та Чонградської областей |                   | Пам'ятний знак                           | | 4-а станція Фонтанської дороги                                                                               |                                                                                  |               |
|      | Героям, полеглим в боротьбі за свободу і незалежність нашої Батьківщини                                                                                               |                   | Пам'ятник                                | | вул. Олексія Вадатурського, 71/2                                                                             |                                                                                  |               |
|      | Олександру Сергійовичу Пушкіну |                   | Пам'ятник                                | | вул. Італійська, 13                                                                                          | ск. О.Токарєв, арх. В. Глазирін.                                                 |               |
|      | Героям віри |                   | Пам'ятник                                | | Сквер Георгія Гамова                                                                                         |                                                                                  |               |
|      | Апельсину |                   | Пам'ятник                                | | Військово-морських сил бульвар                                                                               | ск. О.Токарєв                                                                    |               |
|      | Івану Яковичу Франко |                   | Пам'ятник                                | | Олександрівський сквер                                                                                       |                                                                                  |               |
|      | Христо Ботеву |                   | Погруддя                                 | | Сквер ім. С. Ю. Вітте                                                                                        | ск. Т. Судьїна, арх. В. Глазирін                                                 |               |
|      | Льотчикам вертольота Мі-8 |                   | Пам'ятник                                | | Шкільний аеродром                                                                                            |                                                                                  |               |
|      | Богдану Хмельницькому |                   | Погруддя                                 | | Богдана Хмельницького вул. ріг Мечникова вул.                                                                |                                                                                  |               |
|      | Ільфу і Петрову «12-й стілець» |                   | Пам'ятник                                | | Одеський Міський сад                                                                                         | арх. Михайло Рева                                                                |               |
|      | Одеським міліціонерам |                   | Пам'ятник                                | | вул. Єврейська, 12                                                                                           | ск. О. Токарєв, арх. В. Глазирін                                                 |               |
|      | Григорію Григоровичу Маразлі |                   | Пам'ятник                                | | вул. Маразліївська, 1а                                                                                       | ск. О. Князик, арх. М. Мурманов                                                  |               |
|      | Загиблим морякам і суднам Чорноморського морського пароплавства |                   | Пам'ятник                                | | Центральний парк культури і відпочинку ім. Т. Шевченка                                                       | ск. О. Князик                                                                    |               |
|      | Петру Тихоновичу Тарану |                   | Пам'ятник                                | | вул. Середньофонтанська, 16                                                                                  |                                                                                  |               |
|      | Захисникам правопорядку |                   | Меморіал                                 | | Олександрівський сквер                                                                                       | ск. О. Князик, арх. В. Глазирін                                                  |               |
|      | На честь принципів свободи слова, демократії та праці працівників електронних засобів масової інформації                                                              |                   | Пам'ятний знак                           | | 4-а станція Фонтанської дороги                                                                               |                                                                                  |               |
|      | На честь відкриття скверу курсантської доблесті і пам'яті |                   | Пам'ятний знак                           | | Фонтанська дорога, 10/2                                                                                      |                                                                                  |               |
|      | Андрію Олександровичу Нілусу |                   | Пам'ятник                                | | Фонтанська дорога, 4                                                                                         |                                                                                  |               |

## Колишні
| Фото | Назва                                     | Встановлення                 | Знесення           | Тип       | Матеріали                    | Розташування                         | Автор(и)                                                      | Пр.    |
| ---- | ----------------------------------------- | ---------------------------- | ------------------ | --------- | ---------------------------- | ------------------------------------ | ------------------------------------------------------------- | ------ |
|      | Пам'ятник Катерині II і засновникам Одеси | 1900 відновлений в 2007 році | 28 грудня 2022     | Пам'ятник |                              | Європейська площа                    | ск. М. Попов, Борис Едуардс, Л. Менціоне, арх. Ю. Дмитрієнко. |        |
|      | Пам'ятник Федору Радецькому               | 1891                         | 1933               | Статуя    | ск. — бронза пос. — граніт   | Старий цвинтар                       | В. Й. Шервурд                                                 |        |
|      | Пам'ятник Віктору Скаржинському           | 1872                         | 1937               | Погруддя  | ск. — мармур пос. — невідомо | Міський сад                          | невідомо                                                      |        |
|      | Пам'ятник «Героям революції»              | 1932                         | 1941               | Обеліск   | Невідомо                     | Куликове поле                        | Невідомо                                                      | [ 76 ] |
|      | Володимиру Леніну                         |                              | Невідомо           | Статуя    | Невідомо                     | Куликове поле, Парк імені Савицького |                                                               | [ 34 ] |
|      | Володимиру Леніну                         | 1967                         | Невідомо           | Статуя    | Невідомо                     | Парк імені Савицького                | ск. Матвій, О. Манізери                                       | [ 34 ] |
|      | Михайлу Томасу                            | 1982                         | Серпень 2015 р.    | Погруддя  | Стела — граніт гор. — мідь   | Сквер Томаса                         | ск. М. Нарузецький, арх. І. Безчастнов                        | [ 77 ] |
|      | Максиму Горькому                          | 1972                         | 13 вересня 2024 р. | Погруддя  | бронза, чорний мармур        | Парк Марка Твена                     | ск. О. Князик, арх. В. Голод                                  |        |
|      | Володимиру Висоцькому                     | 2012                         | 31 грудня 2024 р.  | Пам'ятник | бронза, граніт               | Французький бульвар, 33              | ск. О. Князик арх. Володимир Глазирін Олександр Чернов        |        |

## Виноски
1. ↑  Охоронний номер — 150003-Н, місцевий — 542
2. ↑  Охоронний номер — 150004-Н
3. ↑  Охоронний номер — 150006-Н, 781-Од
4. ↑  Охоронний номер — 150005-Н
5. ↑  Охоронний номер — 206-Од
6. ↑  Охоронний номер — 207-Од
7. ↑  Охоронний номер — 224-Од
8. ↑  Охоронний номер — 233-Од
9. ↑  Реставрація у 2006 році
10. ↑  Охоронний номер — 240-Од
11. ↑  Охоронний номер — 382-Од
12. ↑  Охоронний номер — 383-Од
13. ↑  Охоронний номер — 405-Од
14. ↑  Повторне встановлення на іншому місці 1925 року
15. ↑  Охоронний номер — 408-Од
16. ↑  Повторне встановлення в іншому місці 1925 року
17. ↑  Охоронний номер — 435-Од
18. ↑  Охоронний номер — 577-Од
19. ↑  Охоронний номер — 656-Од
20. ↑  Охоронний номер — 683-Од
21. ↑  Охоронний номер — 915-Од
22. ↑  Був перенесений 2007 року
23. ↑  Охоронний номер — 968-Од
24. ↑  На території Заводу імені Жовтневої революції
25. ↑  За іншими даними — ІІ пол. ХІХ ст.
26. ↑  За іншими даними — Лермонтовський пров., 2, на території Санаторію «Лермонтовський»
27. ↑  На території Парку імені Т. Г. Шевченка
28. ↑  На території Санаторію імені Дзержинського
29. ↑  На території Санаторія імені Пирогова
30. ↑  На території Санаторію «Лермонтовський»
31. ↑  Другу частину пам'ятнику, визначне місце, де у 1919 році було вбито білогвардійцями М. Могилевича
32. ↑  На території Державного аграрного університету
33. ↑  На території Санаторію імені Чкалова
34. ↑  Реставрація у 1975 році
35. ↑  На території правління рибрадгоспу ім. Шмідта
36. ↑  На території Санаторію МНС
37. ↑  На території Заводу «Краян»
38. ↑  На території шпиталю
39. ↑  За іншими даними — 1960 року
40. ↑  На території Метизного заводу імені А. В. Іванову.
41. ↑  За іншими даними — 1960 року
42. ↑  На території Санаторію «Лермонтовський». За іншими даними — вул. Академіка Воробйова, 9 на території обласної психологічної лікарні.
43. ↑  За іншими даними — 1960
44. ↑  На території Заводу імені Старостіна
45. ↑  На території Заводу «Стальканат»
46. ↑  На території Заводу штампів і пресформ
47. ↑  На території шкірооб′єднання
48. ↑  На території Парку імені Т. Г. Шевченка
49. ↑  За іншими даними — 1969
50. ↑  На території Парку імені Т. Г. Шевченка
51. ↑  На території Заводу «Холодмаш»
52. ↑  На території Одеського морського торговельного порту
53. ↑  На території Одеської кіностудії
54. ↑  На території Одеського національного політехнічного університету
55. ↑  На території Заводу «Кінап»
56. ↑  На території Заводу поршневих кілець
57. ↑  На території ТЕЦ
58. ↑  На території Одеської кіностудії
59. ↑  На території Заводу «Більшовик»
60. ↑  Біля кінотеатру «Зоряний»
61. ↑  Охоронний номер — 206-Од
62. ↑  На території Одеського селекційно-генетичного інституту
63. ↑  На території жиркомбінату
64. ↑  На території Державного аграрного університету
65. ↑  На території Національної академії харчових технологій
66. ↑  1999 року його було пошкоджено, а 2009 року — реконструйовано і відкрито 15 лютого того ж року.
67. ↑  На території Парку імені Т. Г. Шевченка